# Sabejski jezik
Sabejski jezik (ISO 639-3: xsa; epigrafski južnoarapski, himjaritski), drevni jezik Sabejaca koji se govorio u prvom mileniju prije Krista pa do 600 iza Krista na području današnjeg Jemena. Pripadao je južnoarapskoj skupini afrazijske jezične porodice.
Najstariji poznati natpis na njegovom pismu potječe iz 500 godine prije Krista. Slično arapskom i hebrejskom i sabejsko pismo poznavalo je samo znakove (grafeme) za suglasnike.